# Rodolfo Falcón
Rodolfo Antonio Falcón Cabrera (ur. 25 października 1972 w Hawanie) – kubański pływak specjalizujący się w stylu grzbietowym, wicemistrz olimpijski.
Trzykrotnie uczestniczył w letnich igrzyskach olimpijskich, w 1992, 1996 oraz 2000. W Atlancie zdobył srebrny medal w pływaniu na 100 metrów stylem grzbietowym.